# Santa Margarita (Californie)
Pour les articles homonymes, voir Santa Margarita.
Santa Margarita est une census-designated place du comté de San Luis Obispo, dans l'État de Californie, aux États-Unis,. En 2020, elle compte une population de 1 291 habitants.